# زهليش
زهليش (بالبلغارية: Жълтеш)‏ قرية تقع إدارياً ضمن بلدية غابروفو ‏ في بلغاريا. ويبلغ عدد سكانها 322 نسمة حسب تعداد 15 مارس 2015. تعتمد زهليش للبريد على الرمز البريدي 5335.